# Warner Park
 (mars 2025).
Si vous disposez d'ouvrages ou d'articles de référence ou si vous connaissez des sites web de qualité traitant du thème abordé ici, merci de compléter l'article en donnant les références utiles à sa vérifiabilité et en les liant à la section « Notes et références ».
Le Warner Park est vaste complexe sportif situé à Basseterre, sur l'île de Saint-Christophe et baptisé en l'honneur de Thomas Warner.
Il comprend un stade de cricket, le Warner Park Cricket Grounds d'une capacité de 8 000 spectateurs extensible à 10 000. Utilisé régulièrement par l'équipe des Indes occidentales, il accueille la Coupe du monde de cricket de 2007.
La section Est dispose d'un stade de football, le Warner Park Stadium de 3 500 places assises et utilisé par l'équipe nationale de Saint-Kitts-et-Nevis.
La section Nord du parc compte trois courts de tennis, trois terrains de volleyball, une académie de cricket et une zone ouverte, carnival city, utilisé pour des évènements liés aux célébrations de carnaval.